# Industrie-Quadrille
Industrie-Quadrille, op. 35, är en kadrilj av Johann Strauss den yngre. Den spelades första gången den 30 januari 1847 i Baden utanför Wien.

## Historia
Den industriella revolutionens framfart i mitten av 1800-talet förde bland annat med sig att städerna anordnade olika industriutställningar. En sådan utställning pågick i början av 1847 i staden Baden nära Wien. Inom ramen för utställningen fanns även en konsert där Johann Strauss den yngre spelade med sin orkester. I början av sin musikkarriär fick Strauss leta sig utanför Wien för att skaffa sig framgång. En resa 1846 till ungerska Altenburg (dagens Mosonmagyaróvár) och Pest-Ofen (från 1872 mer känt som Budapest) var särskilt lyckad. Till konserten i Baden hade Strauss specialkomponerat en kadrilj med det passande namnet Industri-Quadrille och den tillägnades balens organisationskommitté. I tidningen Gegenwart stod det att läsa följande notis den 6 februari 1847:
"Som tidigare nämnts i denna tidning ägde en 'soirée dansante' rum med namnet 'INDUSTRIE REUNION' lördagen den 30 januari i Baden, och besöktes av en societet som var både talrik och mycket exklusiv i fråga om meriter och social rang. Herr Strauss d.y. och hans utsökta orkester spelade för första gången en ny kadrilj med titeln 'Industri-Quadrille', vilken slog an så väl att den fick repeteras flera gånger."
Originalpartituret är försvunnet och den CD-inspelningar som har gjorts bygger på professor Ludwig Babinskis arrangemang utifrån det existerande klaverutdraget.

## Om kadriljen
Speltiden är ca 5 minuter och 4 sekunder plus minus några sekunder beroende på dirigentens musikaliska tolkning.

## Weblänkar
- Dynastin Strauss 1847 med kommentarer om Industrie-Quadrille.
- Industrie-Quadrille i Naxos-utgåvan.